# Pinte Besson
La Pinte Besson est un restaurant situé à Lausanne, dans le canton de Vaud en Suisse.

## Histoire

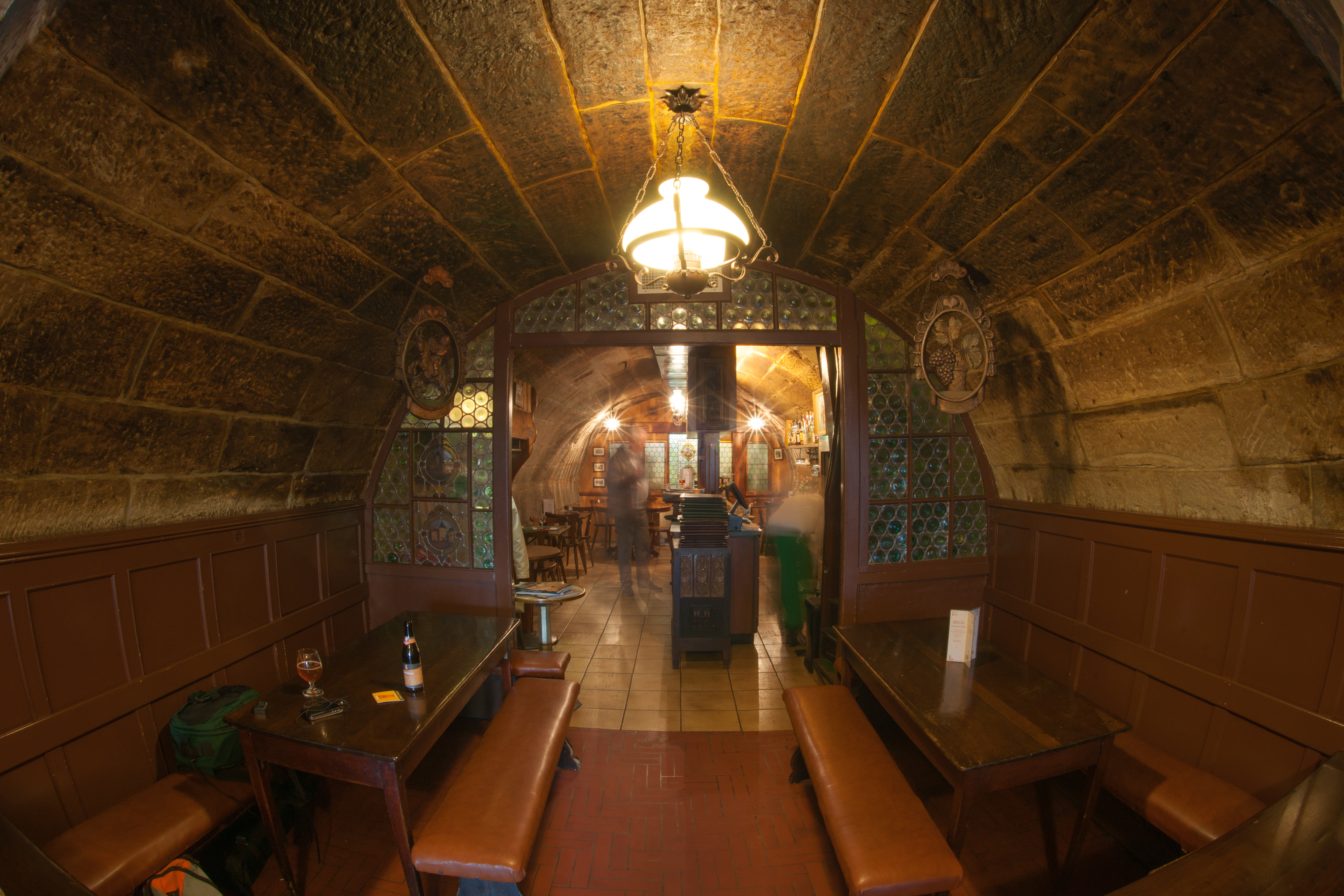
Intérieur du restaurant.

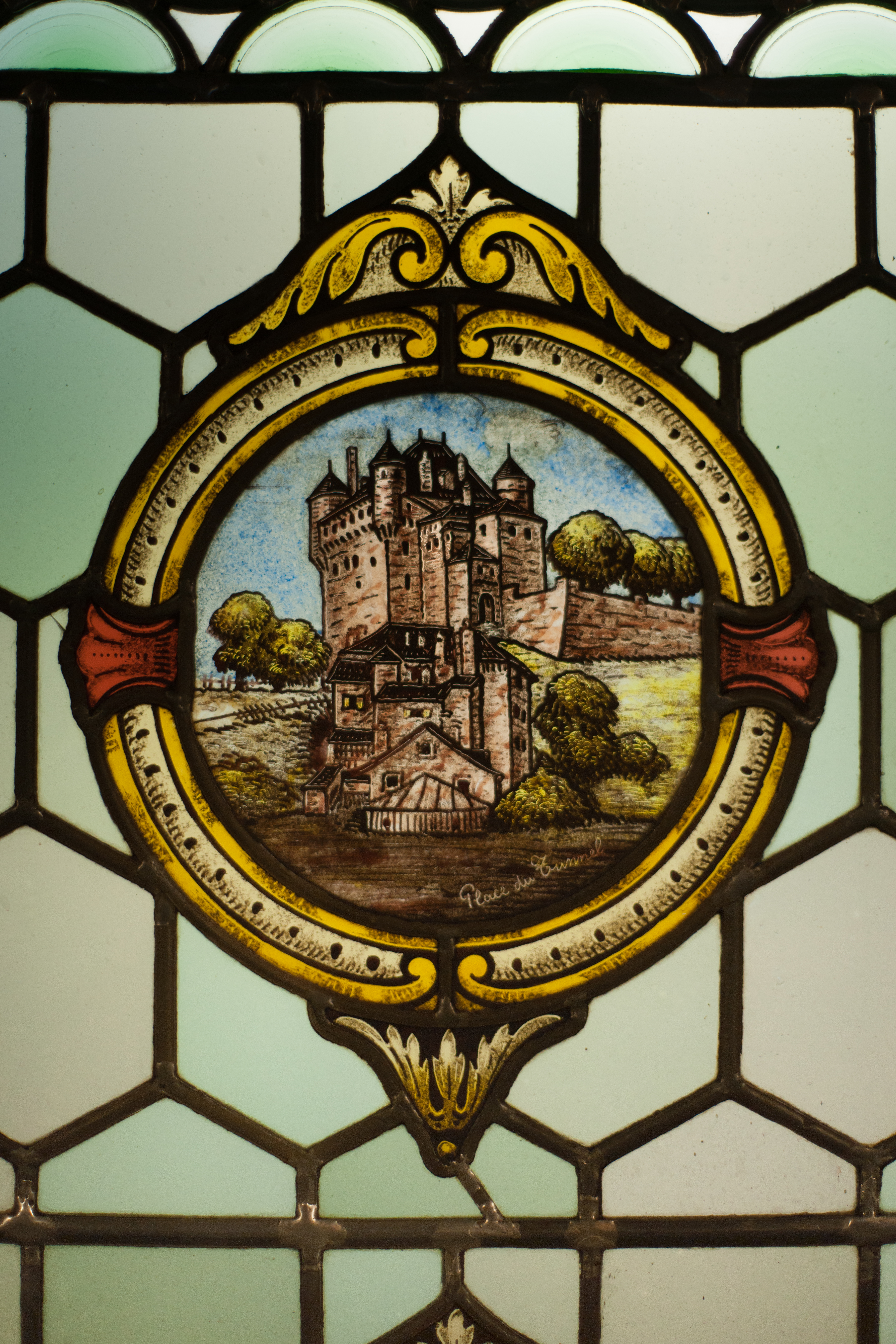
Vitrail au fond du restaurant.

La Pinte Besson est ouverte en 1780 par un commerçant de vin. Son nom lui vient alors de la pinte (volume de vin de 93 centilitres) et de Besson, ce commerçant. 
Il est, selon un rapport de 2002 de l'association européenne « Cafés historiques et patrimoniaux », le plus vieux café de Lausanne et de l'un des dix plus vieux d'Europe. 
Le bâtiment est protégé aux monuments historiques depuis 1987. Malgré cette protection, le restaurant est menacé de transformation au début des années 2000 pour des raisons sanitaires et de sécurité ; il est alors l'objet d'une pétition adressée au Grand Conseil et au Conseil d'État par les habitants du quartier et finalement conservé sous sa forme originale.
En 2014, le restaurant ouvre une nouvelle salle à l'étage. Celle-ci est restée à l'état de dépôt pendant une trentaine d'années cachant ainsi les décors de la pièce. Cette découverte est jugée intéressante par un expert des monuments historiques, pour qui il se pourrait que les menuiseries soient d'origine.